# Кузнецово (Красноярский край)
Кузнецово — деревня в Берёзовском районе Красноярского края России. Входит в состав Зыковского сельсовета. Находится примерно в 1 км к югу от Красноярска, на высоте 261 метра над уровнем моря.

## Достопримечательности
Потухший вулкан Чёрная Сопка (Каратаг - хак.) находится на границе д. Кузнецово, разделяя деревню от национального парка Столбы. Является самой высокой точкой Торгашинского хребта и виден со всех уголков Красноярска.
Почитался у пленных японцев после второй мировой войны из-за сходства с горой Фудзияма.

## Население
1859 г. - 47 человек
1893 г. - 133 человека
1901 г. - 209 человек
1909 г. - 193 человека
1917 г. - 186 человек
1989 г. - 205 человек
2002 г. - 222 человека
2010 г. - 294 человека
2021 г. - 1096 человек

## Улицы
Уличная сеть деревни состоит из 226 улиц и переулков.

## Микрорайоны и садовые товарищества
Включает в себя:
Луговой (микрорайон)
Заповедный (микрорайон)
Березки (микрорайон)
Восход (СНТ)
Черная Сопка (СНТ)
Бирюса-11 (СНТ)
Подснежник-Шумково (СНТ)
Солнечное-12 (СНТ)
Черемушки (СНТ)
Ручеек (СНТ)
Теремок (СНТ)
Загорье (СНТ)
Горизонт 401 (СНТ)
Даурия (СНТ)
Звезда 2 (СНТ)
Надежда (СНТ)
Чернобылец (СНТ)
ВОС (СНТ)
Рубин (СНТ)
Содружество (СНТ)
Росинка-448 (СНТ)
Ермак (СНТ)